# Ribamar Fiquene
Ribamar Fiquene är en kommun i Brasilien.   Den ligger i delstaten Maranhão, i den centrala delen av landet, 1 100 km norr om huvudstaden Brasília. Antalet invånare är 7 294.
Omgivningarna runt Ribamar Fiquene är huvudsakligen savann. Runt Ribamar Fiquene är det mycket glesbefolkat, med 7 invånare per kvadratkilometer.